# Jess Harnell
Jess Quinton Harnell est un acteur et producteur américain, né le 23 décembre 1963 à Teaneck, dans le New Jersey (États-Unis).

## Filmographie

### Comme acteur
- 1988 : Boulevard of Broken Dreams : Benny Dimase
- 1989 : Camp Candy (série télévisée) (voix)
- 1990 : Wake, Rattle & Roll (série télévisée) : Hardy Har Har and Droop A Long (voix)
- 1991 : Myster Mask (Darkwing Duck) (série télévisée) : voix addtionnelle
- 1993 : Les Motards de l'espace (Biker Mice from Mars) (série télévisée) : Evil Eye Weevil / Honka Lougie / Sweet Georgia Brown (voix)
- 1993 : Bonkers (série télévisée) : Toon Bomb / Charlie the Toon Pig / Heckler (voix)
- 1993 : Animaniacs (série télévisée) : Wakko Warner (voix)
- 1993 : Bêtes comme chien (série télévisée) : Secret Squirrel (voix)
- 1993 : Shnookums and Meat Funny Cartoon Show (série télévisée) : Floyd the Insane Rattler (voix)
- 1993 : Problem Child (série télévisée) : voix additionnelle
- 1994 : Red Planet (feuilleton TV) : voix diverses
- 1994 : Yakko's World: An Animaniacs Singalong (vidéo) : Wakko
- 1994 : Carmen Sandiego (Where on Earth Is Carmen Sandiego?) (série télévisée) : voix additionnelle
- 1994 : I'm Mad : Wakko Warner (voix)
- 1995 : Aladdin et le Roi des voleurs (Aladdin and the King of Thieves) (vidéo) : voix additionnelle
- 1995 : Casper : Arnold (voix)
- 1995 : Timon et Pumbaa (série télévisée) : voix additionnelle
- 1995 : Les Histoires Farfelues de Félix Le Chat (The Twisted Adventures of Felix the Cat) (série télévisée) : voix additionnelle
- 1995 : No Smoking! : Cereberus
- 1996 : Les Rangers de l'espace (Road Rovers) (série télévisée) : Hunter (voix)
- 1997 : Casper, l'apprenti fantôme (Casper: A Spirited Beginning) (TV) : Fatso (voix)
- 1998 : Histeria! (série télévisée) : voix additionnelle
- 1998 : Toonsylvania (série télévisée) (voix)
- 1998 : Troops : Officer Demon Mott (voix)
- 1998 : Casper et Wendy (Casper Meets Wendy) (vidéo) : Fatso (voix)
- 1998 : Mad Jack the Pirate (série télévisée) : Snuck (voix)
- 1998 : 1 001 Pattes (A Bug's Life) : voix additionnelle
- 1999 : Jingle Bells (TV) : Toymaker / Santa / Aged Elf (voix)
- 1999 : We Wish You a Merry Christmas (vidéo) : Santa, Man #1, Man #2, Angry Man, Elves (voix)
- 1999 : Our Friend, Martin (en) (vidéo) : Reporter #1 / Demonstrator (voix)
- 1999 : Wakko's Wish (vidéo) : Wakko Warner (voix)
- 1999 : Toy Story 2 : voix additionnelles
- 2000 : Lion of Oz : Singer (voix)
- 2000 : Joseph, le roi des rêves (Joseph: King of Dreams) (vidéo) : Issachar / Lead Trader (voix)
- 2000 : Les Aventures extraordinaires du Père Noël (The Life & Adventures of Santa Claus) (vidéo) : Wagif Knook (voix)
- 2000 : Little Nicky : Gary the Monster (voix)
- 2000 : Kuzco, l'empereur mégalo (The Emperor's New Groove) : voix additionnelles
- 2001 : Major Flake (série télévisée)
- 2001 : Disney's tous en boîte (House of Mouse) (série télévisée) : Buzzy / Dizzy / Flaps / Ziggy (voix)
- 2001 : La Belle et le Clochard 2 : L'Appel de la rue (Lady and the Tramp II: Scamp's Adventure) (vidéo) : Buster: the Chief Junkyard Dog (voix chantée)
- 2001 : Horrible Histories (série télévisée) : Darren Dongle, divers (voix)
- 2001 : Affreux Vilains Martiens (série télévisée) : Do Wah-Diddy (voix)
- 2001- 2003 : Totally Spies! (série télévisée) : Jerry Lewis (voix)
- 2002 : Rudy à la craie (ChalkZone) (série télévisée) : Joe Tabootie (voix)
- 2002 : Teamo Supremo (série télévisée) : personnages divers (voix)
- 2002 : Tom et Jerry et l'Anneau magique (Tom and Jerry: The Magic Ring) (vidéo) : Policeman (voix)
- 2002 : Scooby-Doo : voix de créatures
- 2002 : Lilo et Stitch : voix additionnelle
- 2002 : Les Country Bears (The Country Bears) de  Peter Hastings : Long-Haired Dude
- 2003 : Aero-troopers (Aero-Troopers: The Nemeclous Crusade) (vidéo) (voix)
- 2003 : Le Livre de la jungle 2 (The Jungle Book 2) : voix additionnelles
- 2003 : Bébé Clifford (Clifford's Puppy Days) (série télévisée) : Jorge
- 2003 : Celebrities Uncensored (série télévisée) : Narrateur (voix)
- 2004 : Comic Book: The Movie (vidéo) : Ricky
- 2004 : Clifford et ses amis acrobates (Clifford's Really Big Movie) : Dirk (voix)
- 2004 : Kangaroo Jack: G'Day U.S.A.! (vidéo) : Dude #2 (voix)
- 2005 : Mucha Lucha: The Return of El Malefico (vidéo) (voix)
- 2005 : Zig Zag, l'étalon zébré (Racing Stripes) : voix additionnelles
- 2005 : Alien Bazar (série télévisée) : Gumpers, Swanky (voix)
- 2005 : Tom et Jerry : Destination Mars (Tom and Jerry Blast Off to Mars) (vidéo) : Major Buzz Blister
- 2005 : Tom et Jerry: La course de l'année (Tom and Jerry: The Fast and the Furry) (vidéo) : Buzz Blister / Film Director (voix)
- 2005 : Le Monde de Maggie (The Buzz of Maggie) (série télévisée) : Eugene / Wendell (voix)
- 2005 : The Scorned (TV) : Bandmember
- 2006 : The Wild : voix additionnelle
- 2007 : Transformers de Michael Bay : Ironhide / Barricade (voix)
- 2009 : Transformers 2 : la Revanche de Michael Bay : Ironhide (voix)
- 2010 : Tom et Jerry : Élémentaire, mon cher Jerry (Tom and Jerry meet Sherlock Holmes) : Tin (voix)
- 2011 : Transformers 3 : La Face cachée de la Lune : Ironhide (voix)
- 2014 : Nina au Petit Coin : Nat
- 2017 : Transformers : The Last Knight : Barricade (voix)

### Comme producteur
- 2004 : Comic Book: The Movie (vidéo)